# Тиви (Кварельский муниципалитет)
Тиви (груз. თივი, авар. Гургин-росу) — село в Грузии. Находится в восточной Грузии, в Кварельском муниципалитете края Кахетия. По результатам переписи 2014 года, в селе проживало 327 человек. Основное население села составляют аварцы (анцухцы).

## География
Расположено на высоте 420 метров над уровнем моря, на правом берегу реки Аванисхеви, которая впадает в реку Алазани с левой стороны. От города Кварели располагается в 17 километрах.

## Население
Значительная часть жителей имеет торговый бизнес в Дагестане. Однако из-за того, что многие по торговым делам часто уезжали в Дагестан и закреплялись там, в селе практически нет молодёжи, остались лишь те, кто живёт на пособия, — пенсионеры.